# Kōstas Antōniou
Kōstas Antōniou (in greco: Kώστας Aντωνίου; Atene, 19 aprile 1961) è un ex calciatore e dirigente sportivo greco, che attualmente ricopre il ruolo di direttore sportivo nel Panathīnaïkos.

## Palmarès

### Club

#### Competizioni nazionali
- Campionato greco: 4

Panathinaikos: 1983-1984, 1985-1986, 1989-1990, 1990-1991
- Coppa di Grecia: 7

Panathinaikos: 1983-1984, 1985-1986, 1987-1988, 1988-1989, 1990-1991, 1992-1993, 1993-1994
- Supercoppa di Grecia: 3

Panathinaikos: 1988, 1993, 1994

#### Competizioni internazionali
- Coppa dei Balcani per club: 1

Panathinaikos: 1977